# Толмачёвы
Толмачёвы (Толмачовы) — дворянский род столбового дворянства.
Опричниками Ивана Грозного числились: Иван, Иван Васильевич Толмачёвы, Григорий Толмач (в рукописи - Толмачев Ивашко, Толмачев Ивашко Васильев сын, Толмачь Гриша) (1573).
Предок рода Толмачёвых, Тимофей Толмачёв за Конотопскую службу жалован поместным окладом (1659 и 1660). Потомки его равномерно служили Российскому Престолу в разных чинах.
Определением Курского дворянского депутатского собрания, род Толмачевых внесён в VI-ю часть дворянской родословной книги.

## Описание герба
В червлёном щите, в золотых латах Польский воин и в серебряных латах Литовский воин, обращённые один к другому и держащие серебряные мечи и сопровождаемые в главе щита, золотыми на крест положенными опрокинутыми мечом и стрелою, над которыми золотая же дворянская корона.
Щит увенчан дворянскими шлемом и короною. Нашлемник: три серебряных страусовых пера. Намёт: справа — червлёный, с золотом, слева — червлёный, с серебром. Герб рода Толмачевых внесён в Часть 11 Общего гербовника дворянских родов Всероссийской империи, стр. 39.

## Известные представители
- Толмачёв Никита — воевода в Борисове в (Царёв-Борисов) (1634—1636).
- Толмачёв захар Захарович — стряпчий (1661—1676).
- Толмачёв Семён — воевода в Старице (1664—1665).
- Толмачев Семён Никитич — московский дворянин (1676).
- Толмачёв Афанасий — воевода в Колонтаеве (1677—1678).
- Толмачёв Игнатий Михайлович — московский дворянин (1692)[3][4].
- Толмачёв — штабс-капитан 26-го егерского полка, погиб в сражении при Полоцке (август 1812), его имя выбито на стене Храма Христа Спасителя.
- Толмачёв — прапорщик Пермского пехотного полка, погиб в сражении при Дрездене (август 1813), его имя выбито на стене Храма Христа Спасителя.
- Толмачёв Матвей — майор, смертельно ранен в сражении с неприятелем (21 августа 1839)[1].